# Mauro di Pécs
Mauro (1000 circa – Pécs, 1070 circa) è stato un abate e vescovo ungherese. Il suo culto come santo fu confermato da papa Pio IX nel 1848.

## Biografia
Si hanno scarse notizie sulla persona di Mauro. Incerti rimangono il luogo di origine (forse l'Ungheria) e la data di nascita, da collocare attorno all'anno 1000.
Dalla Vita B. Henrici risulta essere abate benedettino di San Martino a Pannonhalma, dove verso il 1030 ricevette la visita di re Stefano e di suo figlio Emerico.
Fu vescovo di Pécs dal 1036 alla morte, avvenuta attorno al 1070. Nel 1055 è menzionato in un diploma di re Andrea I.
È autore di una Vita SS. heremitarum Zoerardi confessoris et Benedicti martyris, composta intorno al 1064.

## Il culto
Il culto tributato ab immemorabili al santo vescovo e abate fu approvato da papa Pio IX Il 4 agosto 1848.
Nei martirologi benedettini è ricordato al 4 dicembre. Il suo elogio si legge nel Martirologio romano al 25 ottobre.